# Rivne, Drohobîci
Rivne (în ucraineană Рівне, în germană Königsau) este un sat în comuna Letnea din raionul Drohobîci, regiunea Liov, Ucraina. Satul a fost locuit de germanii galițieni.

## Demografie
Componența lingvistică a localității Rivne
     Ucraineană (98,5%)
     Alte limbi (0,5%)
Conform recensământului din 2001, majoritatea populației localității Rivne era vorbitoare de ucraineană (98,5%), existând în minoritate și vorbitori de alte limbi.